# Sóc đá Trung Hoa
Sóc đá Trung Hoa hay Sóc đá Père David, tên khoa học Sciurotamias davidianus, là một loài động vật có vú trong họ Sóc, bộ Gặm nhấm. Loài này được Milne-Edwards mô tả năm 1867.
Nó là loài đặc hữu của Trung Quốc, nơi nó được tìm thấy rộng rãi trong môi trường sống đá ở phần phía đông và miền trung của đất nước.